# Brownsburg-Chatham
Pour les articles homonymes, voir Chatham.
Brownsburg-Chatham [bɹaunsbɚɡ ʃatam] est une ville du Québec (Canada), située dans la municipalité régionale de comté (MRC) d'Argenteuil dans la région administrative des Laurentides. Le 6 juillet 2002, la municipalité de Brownsburg-Chatham est régie par la Loi sur les cités et villes et prend le nom officiel de « Ville de Brownsburg-Chatham ».

## Histoire

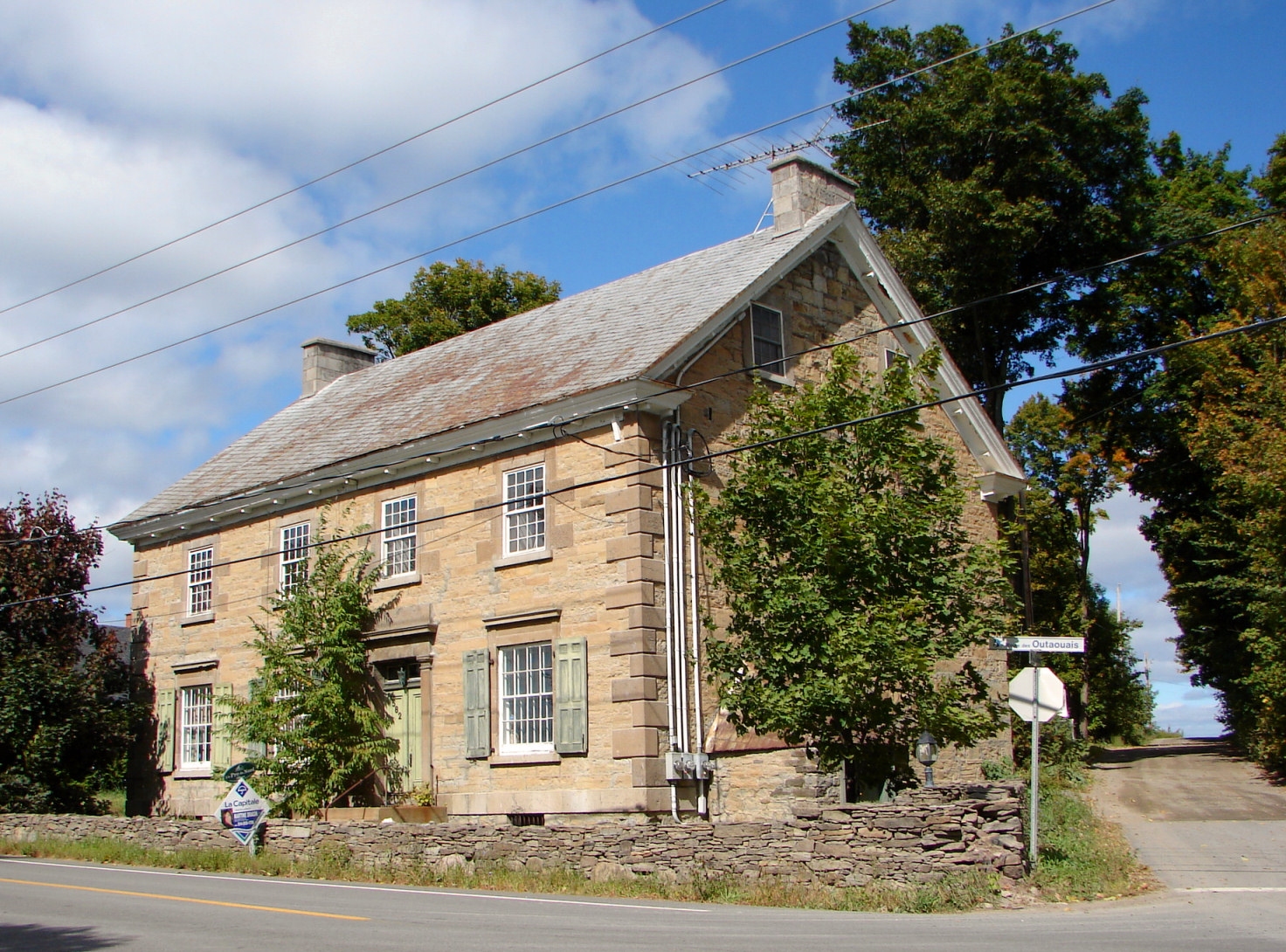
Maison patrimoniale dans le hameau de Cushing.

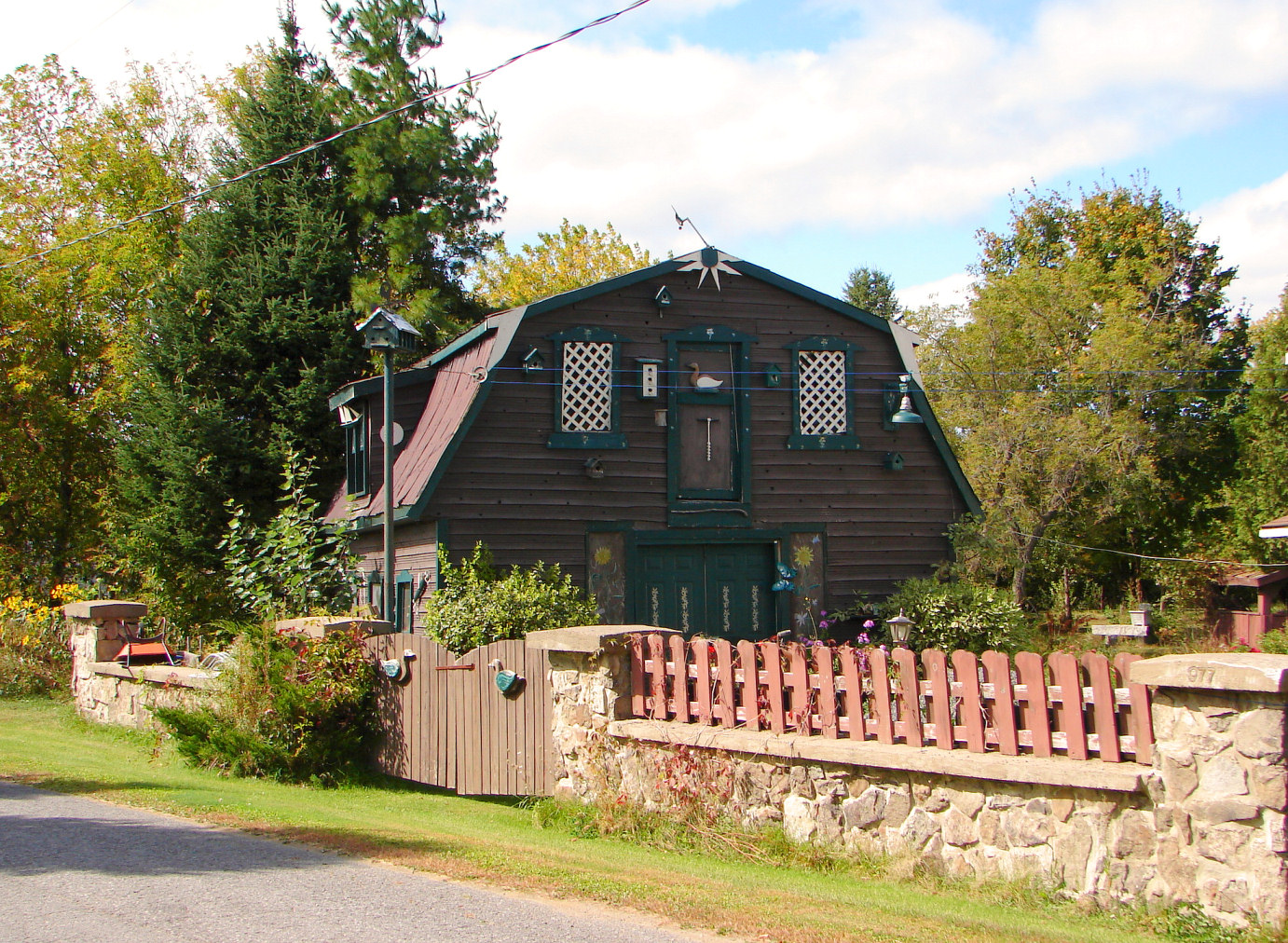
Maison patrimoniale dans le hameau de Greece's Point.

À la fin des années 1800, des Américains vinrent s’établir dans la région d’Argenteuil pour ensuite s’élargir dans le canton de Chatham. Avant même que la ville se nomme Chatham, elle était appelée municipalité de Saint-Philippe d'Argenteuil. L'origine du nom Chatham est reliée à William Pitt 1er comte de Chatham. Ce nom fut choisi par les Loyalistes restés fidèles au Royaume-Uni pour honorer la mémoire du ministre de la Guerre responsable de la défaite de la France lors de la Conquête de la Nouvelle-France par les Britanniques. Quant au nom de Brownsburg, ce nom vise à rendre hommage à George Brown qui est né en Angleterre et à qui une terre avait été allouée par le gouvernement en 1818 sur la rivière de l'Ouest. Il a fait construire une scierie et une moulange (pour y moudre le grain)  qui ont contribué à l'essor économique de la région. Il est l'un des premiers pionniers de cet endroit et qui, avec l'aide de Daniel Smith et du capitaine A. L. Howard, ont contribué au développement d'une vie industrielle importante dans ce village. En 1857, la ville de Brownsburg, comptait 11 habitants qui faisaient partie du canton de Chatham, municipalité créée en 1845.C'est en 1935 que Brownsburg se détache de la municipalité des cantons de Chatham et officialise leur municipalité. À cette époque, la population n’arrivait pas à s’entendre sur les services municipaux, la partie urbaine de la municipalité deviendra le village de Brownsburg. Ce n'est qu'en 1960 que les deux municipalités créent leur première entente et relient les réseaux d’aqueduc. C'est n'est qu'en 1971, que l'idée de fusionner refait surface et qu'une première étude de regroupement se forme. En 1974, les deux municipalités forment un service commun contre l’incendie. En 1995, ils créent une piste de ski de fond, connue comme étant « Le Centre de ski de fond La Randonnée ». C'est le 6 octobre 1999 que les deux municipalités se fusionneront et créera la municipalité de Brownsburg-Chatham par le décret numéro 1112-99.

## Géographie
La municipalité de Brownsburg-Chatham est située dans la région des Laurentides. Située au nord de la rivière des Outaouais, elle relie, par l'autoroute 50, les villes de Lachute et Sainte-Sophie. La dimension de la région est de 248,38 kilomètres carrés et ses  coordonnées géographiques sont : Latitude 45° 41′ 0.02″ Nord et Longitude 74° 25′ 0.02″ Ouest. Au nord de la municipalité, on y retrouve des roches métamorphiques et magmatiques du Bouclier Canadien, composés principalement de quartz, calcaire et till.

### Hydrographie
La rivière de l'Ouest traverse la municipalité du nord-ouest au sud-est.
Les rivières de l'Est et Dalesville traversent le nord-est de la municipalité jusqu'à leur confluence avec la rivière de l'Ouest dans le sud-est.
À partir du lac Monaco, dans l'ouest de la municipalité, la rivière du Calumet Est coule vers l'ouest.

## Démographie
| 1991  | 1996  | 2001  | 2006  | 2011  | 2016  | 2021  |
| ----- | ----- | ----- | ----- | ----- | ----- | ----- |
| 6 062 | 6 683 | 6 770 | 6 664 | 7 209 | 7 122 | 7 247 |

| Groupe d'âge   | 2001 (nb) | (%)    | 2011 (nb) | (%)    | Variation 2001-2011 |
| -------------- | --------- | ------ | --------- | ------ | ------------------- |
| 0-14 ans       | 1 285     | 19,0 % | 1 165     | 16,2 % | -9,3 %              |
| 15-24 ans      | 740       | 10,9 % | 820       | 11,4 % | 10,8 %              |
| 25-44 ans      | 1 990     | 29,4 % | 1 715     | 23,8 % | -13,8 %             |
| 45-64 ans      | 1 805     | 26,7 % | 2 335     | 32,4 % | 29,4 %              |
| 65 ans et plus | 945       | 14,0 % | 1 175     | 16,3 % | 24,3 %              |
| Total          | 6 770     | 100 %  | 7 210     | 100 %  | 10,6 %              |
| Âge médian     | 39,7      |        | 44,1      |        | 4,4                 |

| Type de ménage (a)                   | 2001 (nb) | (%)    | 2011 (nb) | (%)    | Variation 2001-2011 |
| ------------------------------------ | --------- | ------ | --------- | ------ | ------------------- |
| Personnes hors ménages (b)           |           |        | 125       |        |                     |
| Personnes vivant seules              | 650       | 24,2 % | 895       | 29,2 % | 37,7 %              |
| Couples sans enfants (c)             | 890       | 33,1 % | 945       | 30,9 % | 6,2 %               |
| Familles avec enfants (c)            | 1 055     | 39,3 % | 1 140     | 37,3 % | 23,8 %              |
| Ménages en colocation (d)            | 90        | 3,4 %  | 80        | 2,6 %  | 23,1 %              |
| Total des ménages                    | 2 685     | 100 %  | 3 070     | 100 %  | 14,3 %              |
| Familles monoparentales (e)          | 245       | 9,1 %  | 295       | 9,6 %  | 20,4 %              |
| Nombre moyen de personnes par ménage |           |        | 2,31      |        |                     |

(a) Type de ménage privé seulement ; (b) Personnes vivant en institution ; (c) Ménages pouvant comprendre d'autres personnes que le couple ou la famille, apparentées ou non apparentées ; (d) Ménages composés uniquement de deux ou plusieurs personnes non apparentées ; (e) Comprises dans les familles avec enfants.
| Langue              | 2001 (nb) | 2001 (%) | 2011 (nb) | 2011 (%) | Variation (%) |
| ------------------- | --------- | -------- | --------- | -------- | ------------- |
| Français            | 5 320     | 80,0 %   | 5 745     | 80,5 %   | 8,0 %         |
| Anglais             | 1 105     | 16,6 %   | 1 155     | 16,2 %   | 4,5 %         |
| Anglais et français | 135       | 2,0 %    | 105       | 1,5 %    | -22,2 %       |
| Autres langues      | 95        | 1,4 %    | 145       | 2,0 %    | 52,6 %        |

## Administration
Le district judiciaire responsable de la ville de Brownsburg-Chatham, est celui de Terrebone. Celui-ci est desservi par le palais de justice de Saint-Jérôme. La ville est dirigée par un conseil formé d'un maire et de six conseillers pour un mandat d'une durée de quatre ans. L'élection des conseillers se fait avec division territoriale depuis 2013.
|            | 2009-2013            | 2013-2017         | 2017-2021              |
| Maire      | Georges Dinel        | Serge Riendeau    | Catherine Trickey      |
| District 1 | Paule Blain-Clotteau | Yvan Caron        | Kathleen Wilson        |
| District 2 | André McNicholl      | Pierre Leclerc    | André Junior Florestal |
| District 3 | Louis Quevillon      | Louis Quevillon   | Sylvie Décosse         |
| District 4 | Serge Riendeau       | Michel Brisson    | Kévin Maurice          |
| District 5 | Jean-Claude Lalande  | Catherine Trickey | Antoine Laurin         |
| District 6 | Richard Boyer        | Martin Charron    | Stephen Rowland        |

La communauté de Brownsburg-Chatham est représentée à l'Assemblée nationale du Québec par le député de la circonscription d'Argenteuil, Yves St-Denis (2014). La circonscription fédérale est Argenteuil-Mirabel et est représenté par le débuté Stéphane Lauzon (2015). Les séances du conseil municipal sont disponibles sur le web depuis le 2 février 2016, un service fourni par MaestroVision,.
| Brownsburg-Chatham Maires depuis 2003                                                                                |                   |         |          |
| Élection | Maire             | Qualité | Résultat |
| 2003 | Lise Bourgault    |         | Voir     |
| 2005 | Lise Bourgault    | Voir    |          |
| 2009 | Georges Dinel     |         | Voir     |
| 2013 | Serge Riendeau    |         | Voir     |
| n/d | Catherine Trickey |         | Voir     |
| 2017 | Catherine Trickey | Voir    |          |
| 2021 | Kévin Maurice     |         | Voir     |
| Élection partielle en italique Depuis 2005, les élections sont simultanées dans toutes les municipalités québécoises |                   |         |          |

## Urbanisme

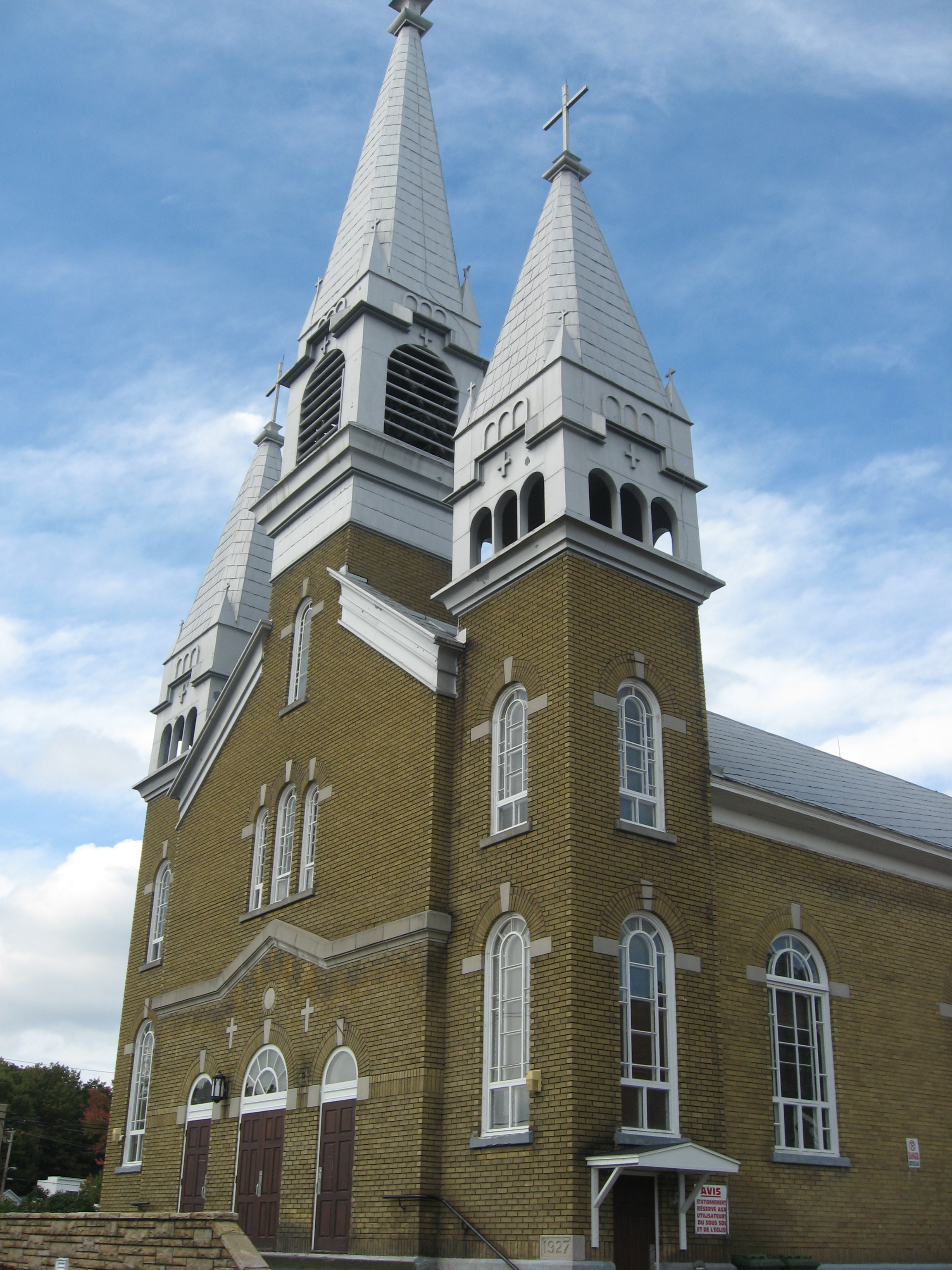
Église Saint-Louis-de-France.

Plusieurs agglomérations se sont développées sur le territoire. Le pôle urbain le plus important est Brownsburg, auxquels s'ajoutent les hameaux de Chatham, Cushing, Greece's Point et Saint-Philippe d'Argenteuil.

## Économie
Brownsburg-Chatham compte une marina municipale sur la rivière des Outaouais jouxtant un camping familiale de 235 places située à 70 km de Montréal qui est lui aussi géré par la municipalité.
L'employeur le plus important de la municipalité est le siège canadien de l'entreprise d'explosifs Orica. Plus de 600 employés y travaillent dans les installations construites en plein cœur du village de Brownsburg.

## Éducation
La municipalité de Brownsburg-Chatham compte deux écoles primaires francophones : l’école Bouchard et l’école St-Philippe. Toutes deus sont régis par la Commission scolaire de la Rivière-du-Nord.
La Commission scolaire Sir Wilfrid Laurier administre les écoles anglophones :
- École primaire Laurentian (servi a la majorité des parties de la ville) à Lachute[22]
- École primaire Grenville (servi a une partie de Chatham) à Grenville[23]
- École secondaire Laurentian Regional (en) à Lachute[24]